# Limau Manis (Muara Sipongi)
Limau Manis is een bestuurslaag in het regentschap Mandailing Natal van de provincie Noord-Sumatra, Indonesië. Limau Manis telt 509 inwoners (volkstelling 2010). In nederlandstalige teksten uit de 19e eeuw wordt de naam ook als Limoen Manis geschreven. 